# Anirudh Chandrasekar
Anirudh Chandrasekar (* 11. Juli 1998 in Chennai) ist ein indischer Tennisspieler.

## Karriere
Chandrasekar spielte bis 2016 auf der ITF Junior Tour, wo er allerdings nur unterklassige Turniere spielte und Rang 507 erreichte.
Bei den Profis spielte Chandrasekar ab 2015 Turniere der drittklassigen ITF Future Tour. Im Doppel stand er mehrfach im Finale, konnte vorerst aber keine Titel gewinnen. 2018 zog er erstmals im Doppel in die Top 1000 der Weltrangliste ein. Im Einzel war er 2018 einmal fast Teil eben dieser, als er Platz 1018 erreichte. Sein Fokus liegt aber vor allem auf dem Doppel. 2019 gewann er drei Doppel-Future-Titel und beendete das Jahr auf Rang 510. Rund um diese Platzierung bewegte sich Chandrasekar bis Ende 2021. Vereinzelt spielte er erste Turniere der ATP Challenger Tour, allerdings ohne Erfolg.
Das änderte sich 2022, als er zum einen seinen fünften Future-Titel, zum anderen aber vor allem bei Challengers das erste Mal erfolgreicher war. In Zagreb zog er erstmals in ein Halbfinale ein. Nach zwei weiteren Niederlagen im Halbfinale, stand er in Fairfield mit N. Vijay Sundar Prashanth in seinem ersten Challenger-Endspiel, das sie verloren. Das Jahr beendete Chandrasekar auf Platz 201. Beim dritten Turnier des Jahres 2023 verlor der Inder mit seinem Landsmann Arjun Kadhe auch sein zweites Challenger-Endspiel in Quimper. Nicht mal einen Monat später unterlag er mit Prashanth bei seinem dritten Finale in Bangalore. Die direkt darauf folgenden Turniere sowohl in Pune als auch in Les Franqueses del Vallès gewann er und sprang in der Folge bis auf Platz 136.

## Erfolge
| Legende (Anzahl der Siege) |
| Grand Slam                 |
| ATP Finals                 |
| ATP Tour Masters 1000      |
| ATP Tour 500               |
| ATP Tour 250               |
| ATP Challenger Tour (8)    |

### Doppel

#### Turniersiege
| Nr. | Datum           | Turnier                   | Belag     | Partner                 | Finalgegner                      | Ergebnis         |
| --- | --------------- | ------------------------- | --------- | ----------------------- | -------------------------------- | ---------------- |
| 1.  | 4. März 2023    | Pune                      | Hartplatz | Vijay Sundar Prashanth  | Toshihide Matsui Kaito Uesugi    | 6:1, 4:6, [10:3] |
| 2.  | 25. März 2023   | Les Franqueses del Vallès | Hartplatz | Vijay Sundar Prashanth  | Purav Raja Divij Sharan          | 7:5, 6:1         |
| 3.  | 3. Juni 2023    | Vicenza                   | Sand      | Vijay Sundar Prashanth  | Fernando Romboli Marcelo Zormann | 6:3, 6:2         |
| 4.  | 18. Mai 2024    | Oeiras                    | Sand      | Arjun Kadhe             | Simon Freund Johannes Ingildsen  | 7:5, 6:4         |
| 5.  | 5. Oktober 2024 | Alicante                  | Hartplatz | Niki Kaliyanda Poonacha | Romain Arneodo Íñigo Cervantes   | 7:62, 6:4        |
| 6.  | 1. März 2025    | Bangalore                 | Hartplatz | Ray Ho                  | Blake Bayldon Matthew Romios     | 6:2, 6:4         |
| 7.  | 29. März 2025   | Girona                    | Sand      | David Vega Hernández    | Grégoire Jacq Orlando Luz        | 6:4, 6:4         |
| 8.  | 2. August 2025  | Lexington                 | Hartplatz | Ramkumar Ramanathan     | Hsu Yu-hsiou Huang Tsung-hao     | 6:4, 6:4         |